# Mame bune și nebune
Mame bune și nebune (titlu original: Bad Moms) este un film american de comedie din anul 2016 în regia lui Jon Lucas și Scott Moore.

## Distribuție
- Mila Kunis - Amy Mitchell
- Kristen Bell - Kiki
- Kathryn Hahn - Carla Dunkler
- Christina Applegate - Gwendolyn James
- Jada Pinkett Smith - Stacy
- Annie Mumolo - Vicky
- Jay Hernandez - Jessie Harkness
- Oona Laurence - Jane Mitchell
- Emjay Anthony - Dylan Mitchell
- David Walton - Mike Mitchell
- Clark Duke - Dale Kipler
- Wanda Sykes - Dr. Elizabeth Karl
- Wendell Pierce - Principal Daryl Burr
- J. J. Watt - Coach Craig
- Megan Ferguson - Tessa
- Lyle Brocato - Kent
- Cade Cooksey - Jaxon
- Martha Stewart - ea însăși
- Eugenia Kuzmina - Mamă rusoaică
- Lilly Singh - Cathy